# Jón Axel Guðmundsson
Jón Axel Guðmundsson (* 27. Oktober 1996 in Hamburg) ist ein isländischer Basketballspieler.

## Werdegang
Jón Axel Guðmundsson wurde in Hamburg geboren, wo sein Vater Guðmundur Bragason seinerzeit beim BC Johanneum spielte. Auch die Mutter Stefanía Jónsdóttir war Basketballnationalspielerin.
Jón Axel Guðmundsson spielte für UMF Grindavík, 2012 und 2013 wurde er isländischer Meister. Er verließ seine Heimat 2014 und wechselte nach Exton (US-Bundesstaat Pennsylvania) an die Church Farm School. Sein Bruder Ingvi Thor Guðmundsson gehörte der Schulmannschaft gleichzeitig an. Am Jahresende 2014 ging Jón Axel Guðmundsson nach Island zurück und spielte wieder für Grindavík.
2016 holte ihn Bob McKillop, der in der Vergangenheit am Davidson College unter anderem Stephen Curry, Narcisse Ewodo und Detlef Musch formte, in seine Hochschulmannschaft und damit wieder in die Vereinigten Staaten. Bis 2020 erreichte Jón Axel Guðmundsson für das Davidson College aus dem Bundesstaat North Carolina in insgesamt 128 Einsätzen im Schnitt 13,3 Punkte, 6,1 Rebounds sowie 4,4 Vorlagen je Begegnung. 2019 wurde ihm die Ehrung als Spieler des Jahres der Atlantic 10 Conference zuteil.
Im Sommer 2020 unterschrieb der Isländer einen Vertrag beim deutschen Bundesligisten Skyliners Frankfurt. Bei den Hessen brachte es Jón Axel Guðmundsson in 33 Bundesliga-Einsätzen auf einen Durchschnitt von 12,3 Punkten.
Er setzte seine Laufbahn in Italien bei Fortitudo Bologna fort. Mitte Januar 2022 kam es zur Vertragsauflösung, zuvor hatte Jón Axel Guðmundsson in 13 Hauptrundenspielen der Serie A im Schnitt 3,5 Punkte sowie 3,8 Rebounds erzielt. Er nahm unmittelbar danach ein Angebot aus Deutschland an, gehörte bei den Crailsheim Merlins bis zum Saisonende 2021/22 dem Aufgebot von Trainer Sebastian Gleim an, für den er bereits in Frankfurt spielte. Für die Hohenloher brachte es der Isländer in 17 Bundesliga-Einsätzen auf einen Mittelwert von 5,9 Punkten.
Anfang November 2022 meldete Victoria Libertas Pesaro die Verpflichtung des Isländers. Im Sommer 2023 nahm er ein Angebot des spanischen Zweitligisten HLA Alicante an. In 33 Ligaeinsätzen erzielte er für Alicante in der Saison 2023/24 im Durchschnitt 12,1 Punkte. Hernach wechselte Jón Axel Guðmundsson zum Ligakonkurrenten San Pablo Burgos.

### Nationalmannschaft
Jón Axel Guðmundsson war isländischer Jugendnationalspieler, nahm unter anderem an den B-Europameisterschaften in den Altersklassen U18 und U20 teil. Seinen Einstand in der Herrennationalmannschaft gab er 2017.